# Toshiaki Iwashiro
Toshiaki Iwashiro ( 岩代俊明?, Iwashiro Toshiaki; Prefettura di Kanagawa, 11 dicembre 1977) è un fumettista giapponese.
Inizia la sua carriera su Weekly Shōnen Jump, pubblicando tre one-shot tra 2003 e 2004; la sua prima serializzazione è Mieru Hito, pubblicata tra 2005 e 2006, seguita da Psyren tra 2007 e 2010. Queste due serie sono quelle che conferirono maggior successo all'autore che dopo gli one-shot Godland Society e Sakuran inizia la serializzazione di Kagamigami nel 2015. Essa tuttavia fu cancellata.
Tra i suoi allievi Ryuhei Tamura, l'autore di Beelzebub, Naoya Matsumoto, l'autore di Kaiju No. 8 e Yūki Tabata, autore di Black Clover.

## Opere
- The 10th Division - Version 1 (2003, one-shot)
- The 10th Division - Version 2 (2004, one-shot)
- Dog Child-Kudoh (2004, one-shot)
- Mieru Hito (2005-2006)
- Psyren (2007-2010)
- Godland Company (2011, one-shot)
- Sakuran (one-shot)
- Kagamigami (2015)